# Трибусон, Горан
Горан Трибусон (хорв. Goran Tribuson; 6 августа 1948, Бьеловар, СФРЮ, ныне Хорватия) — хорватский писатель, один из самых продуктивных и читаемых прозаиков современной хорватской литературы, автор ряда сценариев для кино и телевидения; действительный член Хорватской академии наук и искусств (2008).

## Жизнеописание
Горан Трибусон окончил философский факультет Загребского университета, где защитил магистерскую диссертацию по киноведению.
Начал публиковаться в начале 1970-х годов, он является ярким представителем так называемой «первой волны» хорватских фантастов (сборники рассказов «Заговор картографов» / Zavjera kartografa, «Пражская смерть» / Praška smrt, «Рай для собак» / Raj za pse, «Восьмой окуляр» / Osmi okular). Ранние рассказы писателя проникнуты мистикой, их действие происходит в центрально-европейском пространстве. Они базируются на интертекстуальности, парадоксе и открытых финалах.
В начале 1980-х годов Трибусон обратился к взыскательным романным формам различных жанровых и стилевых разновидностей. В более чем в 20 романах писатель изобразил разные периоды жизни и развития хорватского общества XX века, часто с сильным генерационным и автобиографическим акцентом («Медленная капитуляция» / Polagana predaja, «История порнографии» / Povijest pornografije). К подобным же произведениям относятся две книги автобиографических эссе «Первые дни» (Rani dani, 1977) и «Травы и сорняки» (Trava i korov, 1999).
Второй цикл литературного наследия Трибусона состоит из серии детективных романов, объединенных общим главным персонажем Николой Баничи, бывшим полицейским инспектором и частным детективом. Книги были положительно восприняты профессиональными критиками и популярны у широкой читательской аудитории.
На втором плане романов Горана Трибусона после интереса к поп-культуре и сосредоточенностьи на неустроенной личной жизни вырисовывается неуверенность и незащищенность социальной среды.
Непретенциозный и влиятельный в загребских кругах, писатель является также хорошим знатоком лексикографии, автором и редактором лексиконов.
Горан Трибусон является профессором Академии драматического искусства в Загребе. Начиная с 2000 года он является сотрудником отделения литературы Хорватской академии наук и искусств, а с июня 2008 года — действительный (полный) член Академии.